# あなたのジュークボックス
あなたのジュークボックスは、BSデジタル音声放送のLFX488、地上デジタル音声放送のmudigi、インターネットラジオのLFX mudigiで放送されていた番組。2000年12月1日放送開始。2007年4月1日放送終了。

## 放送時間
- 毎週月曜日 - 金曜日 9:00 - 16:00
- 毎週土曜日・日曜日 9:00 - 14:00、19:00 - 21:00

## 概要
投稿された選曲テーマと選曲リストを元に、楽曲をそのまま放送する音楽番組。ただし1時間の放送時間内に収まらなかったり、使用許諾が降りない楽曲場合は、曲・順番が変更されることがあった。元々はLFX488で放送されていた番組で、LFX488閉局に伴い、翌日開局のmudigiに番組が引き続がれた。2006年3月からは、LFX mudigiでも放送が開始された。mudigiのチャンネル構成社の変更に伴う、編成方針・チャンネル名の変更（Suono Dolce）ため、2007年4月1日をもって放送終了。
パーソナリティのことをナビゲーターと呼んでおり、ニッポン放送のアナウンサーがナビゲーターを担当した。主なナビゲーターは、那須恵理子、山本元気。